# Shiv (Waffe)

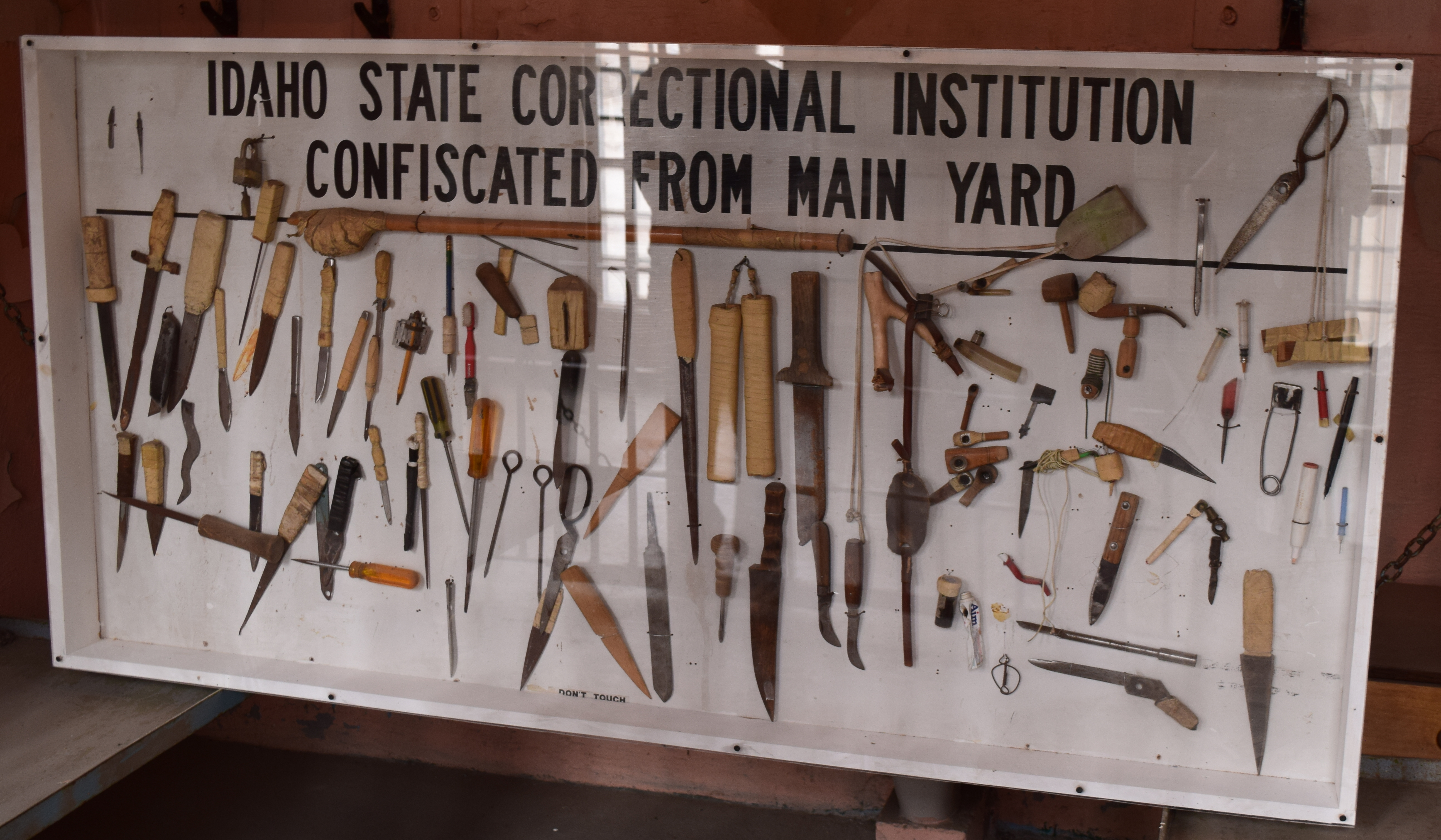
In einem Gefängnis in Idaho konfiszierte Shivs

Ein shiv, auch chiv, schiv, shivvie, oder shank, ist eine selbstgebaute Stichwaffe ähnlich einem Dolch oder Messer, die mit dem Gefängnismilieu assoziiert wird.

## Etymologie
Vom englischen Slang-Wort des 17. Jahrhunderts chive (Messer). Das Wort entstammt vielleicht dem Romani chiv für „Klinge“ (vergleiche Romani chivomengro gleich „Messer“). Jedoch bedeutet Romani Schib "Zunge, Sprache", Messer heißt Schuri bzw. Tschuri.

## Beschreibung

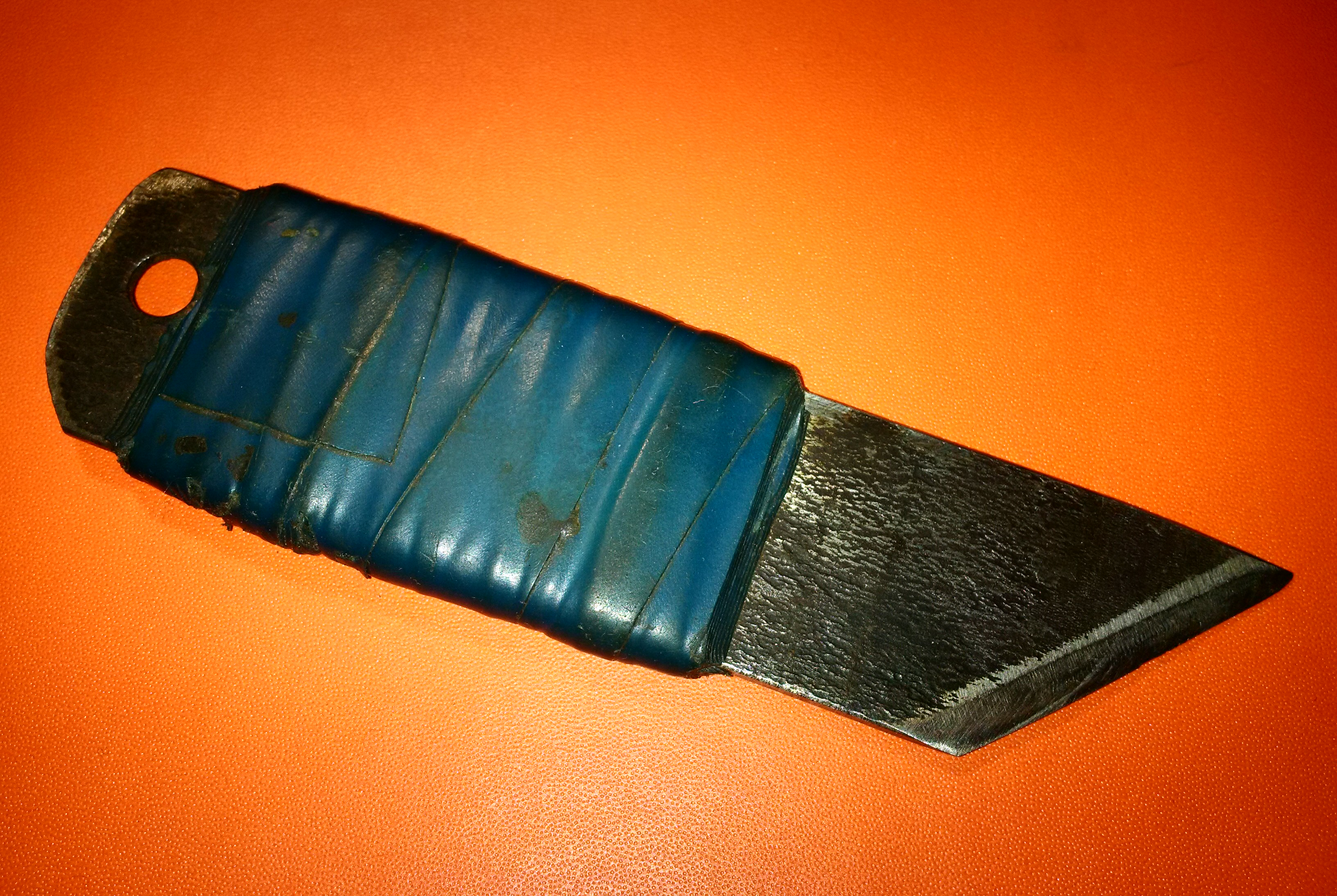
Sowjetischer Shiv mit Rasierklinge

Das Wort steht im amerikanischen Gefängnis-Slang für ein improvisiertes Messer und bezieht sich im Allgemeinen sowohl auf Stich- als auch auf jede Art von Blankwaffen. Ein Messer kann alles sein, von einer Glasscherbe, deren Ende mit Stoff umwickelt ist, um einen Griff zu bilden, über eine Rasierklinge, die am Ende einer Zahnbürste steckt, bis hin zu einem einfachen Zahnbürstengriff, der zu einer scharfen Spitze gefeilt ist. Der Aspekt der Tarnung ist von zentraler Bedeutung. Ein besonders dünner Griff erleichtert das Verstecken in Ritzen oder Spalten im Gefängnisbauwerk, oder zwischen Gegenständen wie Büchern, die dem Gefangenen gestattet sind. Der dünne Griff kann jedoch dazu führen, dass die Klinge schwer zu greifen und zu führen ist. In den USA, in der 2021 nach Zahlen des Institute for Crime & Justice Policy Research 531 von 100.000 Einwohnerinnen und Einwohnern im Gefängnis saßen, greift in den Gefängnissen das Bandenwesen und die Gewalt um sich. Angriffe auf Mithäftlinge oder Gefängnispersonal werden vielfach mit Shivs als Waffen begangen.

## Beispiele
- Derek Chauvin, verurteilt für die Ermordung von George Floyd wurde am 24. November 2023, im Bundesgefängnis United States Penitentiary in Tucson, Arizona von einem Mitgefangenen mit einem Shiv niedergestochen und schwer verletzt. Der 52-jährige Verdächtige, John Turscak, stach etwa 22-mal zu und sagte anschließend aus, er hätte sein Opfer gern getötet, wenn die Sicherheitskräfte nicht so schnell eingegriffen hätten.[7]

- Ein 33-Jähriger Gefängnisangestellter filmte sich in Rikers Island versehentlich dabei, wie er einen Shiv, mit einer scharfen Klinge aus Plexiglas in der Zelle eines Inhaftierten versteckte, offenbar mit der Absicht, diese bei einer späteren Durchsuchung selbst zu konfiszieren.[8]